# Helina spinilamellata
Helina spinilamellata este o specie de muște din genul Helina, familia Muscidae, descrisă de Malloch în anul 1920.
Este endemică în Montana. Conform Catalogue of Life specia Helina spinilamellata nu are subspecii cunoscute.